# Солов'їний гай
Солов'ї́ний Гай — орнітологічний заказник місцевого значення в Україні. Розташований на східній околиці села Онишківці Кременецького району Тернопільської області, в межах невеликих лісових урочищ при автошляху Шумськ — Боложівка.
Площа — 6,5 га. Створений відповідно до рішення Тернопільської обласної ради від 18 березня 1994 року, зі змінами, затвердженими рішенням Тернопільської обласної ради № 238 від 27 квітня 2001 року. Перебуває у віданні Бриківської сільради.
Під охороною — ліси як місце проживання, відтворення та відновлення чисельності солов'я східного й інших співочих птахів.